# Jakovljev Jak-40
Jakovljev Jak-40 (NATO oznaka: Codling) je majhno trimotorno reaktivno letalo, ki so ga zasnovali v Sovjetski zvezi pri biroju Jakovljev. Velja za prvo reaktivno regionalno potniško letalo. V uporabo je vstopil septembra 1968 z letalsko družbo Aeroflot. Vsega so izdelali 1011 letal, dokler se ni proizvodnja leta 1981 ustavila.
V zgodnjih 1960ih so bila Aeroflotina letala za dolge in notranje lete večinoma reaktivna oziroma turbopropelerska letala. Za kratke lete, velikokrat iz travnatih stez, pa so uporabljali zastarela batna letala kot so Iljušin Il-12, Il-14 in Lisunov Li-2 (sovjetski Douglas DC-3). Aeroflot je hotel zamenjati ta letala s turbinskimi. Biro Jakovljev je začel z načrtovanjem novega letala, ki bi lahko operiralo s kratkih in slabo pripravljenih stez.
Novo letalo naj bi poganjali ali turbopropelerski ali pa reaktivni motorji. Na koncu so izbrali turboventilatorske motorje Ivčenko AI-25
Jakovljev je razmišljal celo o (VTOL - Vertival Take-Off and Landing) letalu, ki bi vzletal in pristajal vertikalno, kar pa se ni zgodilo.

## Tehnične specifikacije
- Posadka: 3 (2 pilota in inženir)
- Kapaciteta sedežev: 32 potnikov
- Dolžina: 20,36 m (66 ft 9½ in)
- Razpon kril: 25,00 m (82 ft 0¼ in)
- Višina: 6,50 m (21 ft 4 in)
- Površina kril: 70,00 m² (753,5 ft²)
- Prazna teža: 9400 kg (20 725 lb)
- Maks. vzletna masa: 15 500 kg (34 170 lb)
- Motorji: 3 × Ivčenko AI-25 turbofan, 14,7 kN (3 300 lbf) vsak
- Maks. hitrost: 550 km/h (297 vozlov, 342 mph) na 7 000 m (23 000 ft)
- Dolet: 1 800 km (971 nmi, 1 118 mi)
- Višina leta (servisna): 8 000 m  (26 240 ft)
- Hitrost vzepnjanja: 8,0 m/s (1 575 ft/min)